# 스키자이아과
스키자이아과(Schizaeaceae)는 실고사리목에 속하는 양치식물과의 하나이다. 대체적으로 분기하는 엽상체를 지닌 작은 양치식물로, 외관상으로 독특하게도 약간은 양치식물처럼 보이지 않는다. 2개 속에 35~40여 종으로 이루어져 있다.

## 하위 속
- 악티노스타키스속 (Actinostachys)
- 스키자이아속 (Schizaea)